# Power Company
La Power Company era un gruppo di supereroi a noleggio professionali nell'Universo DC. Il gruppo, creato da Kurt Busiek e Tom Grummett, comparve per la prima volta in JLA n. 61 (febbraio 2002). Successivamente comparvero in una serie omonima che andò avanti per 18 numeri, da aprile 2002 a settembre 2003, sempre scritto da Busiek.

## Storia
Josiah Power era uno dei migliori avvocati d'America finché il suo meta-gene non uscì durante l'Invasione aliena, a causa dall'attivazione della Gene Bomba.
Dopo l'ultima attivazione del suo meta-gene in un'aula di tribunale, il procuratore Josiah Power fu licenziato dal suo studio legale. Power aveva poco interesse nel diventare un eroe in costume, ma fu subito evidente che non poteva continuare ad esercitare senza attirare l'attenzione del pubblico. Capitalizzò la sua esperienza professionale mettendo su una squadra di eroi a noleggio molto simile ad uno studio legale. La loro prima missione come squadra fu contro l'organizzazione asiatica criminale nota come Black Dragon Society. Riuscirono con successo ad evitare una situazione con ostaggi iniziata dalla Società e ritornarono trionfanti alla loro base operativa.
La Power Company fece una breve comparsa in un pannello di una storia successiva della Justice League of America (Syndicate Rules JLA n. da 107 a 114 (2004-2005)). Il Sindacato del Crimine d'America attaccò la fabbrica dei Laboratori S.T.A.R. a San Francisco e la Power Company fu mostrata e descritta dopo aver fallito il tentativo di fermare i criminali.
Skyrocket fu mostrato molto dopo, in Action Comics n. 832 e 833 come uno dei molti esseri super potenti. Fu parte di un piccolo gruppo di esseri scappati che salvarono il resto di loro e del mondo dalle attenzioni di alcuni predoni alieni. Un errore di comunicazione interruppe le avventure di Skyrocket e dei suoi alleati su ogni singola televisione sulla Terra.
Sapphire fu rapita e divenne una combattente del Dark Side Club. Dopo essere stata salvata da Miss Martian ed essere stata portata alla Titan Tower con gli altri sopravvissuti, se ne andò, preferendo rimanere fedele alla "dimenticata, ma non andata" Power Company.

## Membri
La Power Company aveva numerosi associati e partner super potenti, così come uno staff di supporto dedicato ogni giorno ad operazioni aziendali. Questi includevano:

### Partner
- Josiah Power - Partner Dirigente. Josiah è il membro più potente della Power Company, ma raramente accompagna i suoi compagni sul campo. L'esatta natura delle sue abilità non è mai stata pienamente esplorata. Superman disse che Josiah è uno dei meta più potenti che abbia mai incontrato. Josiah vive con il suo partner Rupe fuori San Francisco.
- Manhunter (Kirk DePaul) - Partner. Un clone mercenario del Manhunter Paul Kirk. Ora deceduto, ucciso da Mark Shaw.
- Skyrocket (Celia Forrestal) - Partner. Skyrocket è un ufficiale della marina che ereditò il potere del manipolatore d'energia Argo Harness dai suoi genitori assassinati. Skyrocket utilizzò l'Argo Harness per diventare un'eroina rispettabile, e fu successivamente reclutata per aumentare la credibilità della Power Company.
- Witchfire (Rebecca Castairs) - Partner. Un'utilizzatrice della magia, e popolare stella del cinema e della musica pop. Recentemente scoprì di essere un'umana simile ad una pianta.

### Soci
- Bork (Carl Andrew Bork) - Socio. Ex criminale, è il gigante buono della squadra.
- Firestorm (Ronald Raymond) - Socio. L'Uomo Nucleare fu membro della Compagnia per un po'.
- Sapphire (Candace Jean Gennaro) - Socia. Una fuggiasca minorenne potenziata da un germe psicoreattivo alieno chiamato Uovo di Serpenteche sembra limitare le sue latenti abilità psichiche.
- Striker Z (Daniel Tsang) - Socio. Un ex stuntman di Hong Kong, tramutato in una batteria umana e campione di arti marziali.

### Assistenti
- Charlie Lau - Ex impiegato dei Laboratori S.T.A.R. di Hong Kong, Charlie ora è il tecnico specialista di supporto del gruppo.
- Raul - Pilota della Company Car, dirigibile multimilionario della compagnia.
- Silver Shannon - Assistente personale di Josiah, ex cantante principale dei Maniaks.
- Garrison Slate - Amministratore ad Interim. CEO dei Laboratori S.T.A.R. di San Francisco.

## Altri gruppi aziendali
Altre squadre aziendali di supereroi furono attivi nell'Universo DC. I più conosciuti sono i Conglomerati, i Blood Pack, gli Hero Hotline e i Capitani d'Industria.